# Mareilles
Mareilles település Franciaországban, Haute-Marne megyében. Lakosainak száma 136 fő (2022. január 1.). Mareilles Biesles, Bourdons-sur-Rognon, Briaucourt, Chantraines, Cirey-lès-Mareilles, Darmannes és Treix községekkel határos.

## Népesség
A település népességének változása:
| Lakosok száma | 127  | 127  | 123  | 138  | 151  | 160  | 155  | 143  | 141  | 136  |
|               | 1968 | 1982 | 1990 | 2006 | 2013 | 2015 | 2017 | 2019 | 2020 | 2022 |